# Cassolus gotoi
Cassolus gotoi là một loài bọ cánh cứng trong họ Bọ hung (Scarabaeidae).